# Боянці (Чрномель)
Боянці (словен. Bojanci) — поселення в общині Чрномель, Південно-Східна Словенія, Словенія. Висота над рівнем моря: 269,7 м.